# Чёрная (приток Плюссы)
Чёрная (Медведка) — реки в России, протекают в Плюсском районе Псковской области. Истоки находятся у дер. Выборово Стругокрасненского района, где из озера Щирского вытекает река Медведка. Медведка, в свою очередь, впадает в озеро Чёрное (Вязковское), из которого уже вытекает река под названием Чёрная. Основные её притоки слева реки Корытня, Должанка, справа Низкая. На реке крупные деревни: Большое Захонье, Посолодино Плюсской волости. Устье реки находится в 194 км по левому берегу реки Плюссы. Суммарная длина рек составляет 52 км, площадь водосборного бассейна 389 км².

## Данные водного реестра
По данным государственного водного реестра России относится к Балтийскому бассейновому округу, водохозяйственный участок реки — Нарва, речной подбассейн реки — подбассейн отсутствует. Относится к речному бассейну реки Нарва (российская часть бассейна).
По данным геоинформационной системы водохозяйственного районирования территории РФ, подготовленной Федеральным агентством водных ресурсов:
- Код водного объекта в государственном водном реестре — 01030000412102000026918
- Код по гидрологической изученности (ГИ) — 102002691
- Код бассейна — 01.03.00.004
- Номер тома по ГИ — 2
- Выпуск по ГИ — 0